# Verein für Bewegungsspiele Speldorf
Il VfB Speldorf è una squadra di clalcio tedesca con sede a Mülheim an der Ruhr, nella Renania Settentrionale-Vestfalia.

## Storia
Il club fu costituito il 19 gennaio 1919, come erede dello Sport-Club Prueßen Speldorf, squadra che a sua volta derivava dal Ballverein Rheinland Speldorf. Nello stesso anno il club si fuse con il Fußball Club Rheinland Speldorf formando il Verein für Bewegungsspiele Speldorf.
La squadra giocò spesso nei campionati locali e nel 1933 adottò il nome di Mülheim-VfB Speldorf. Nel 1935 e nel 1936 lo Speldorf vinse due titoli in Niederrhein Berzikklasse (II), partecipando senza successo ai play-off per la promozione in Niederrhein Gauliga. Durante la seconda guerra mondiale lo Speldorf si fuse con il Turn-und Spielverein Broich 1885 formando il Kriegspielgemeinschaft Mülheim/Broich. Al termine del conflitto le due squadre si separarono e ripresero la loro attività singolarmente.
Dagli anni '40 fino alla metà degli anni '50 lo Speldorf partecipò alla Landesliga Niederrhein. Nel 1956 vinse il titolo di divisione, perdendo poi la finale nazionale dilettanti per 2-3 contro l'SpVgg Neu-Isenburg. La stagione successiva in 2. Liga-West (II) fu deludente e lo Speldorf retrocesse immediatamente in Landesliga, dove rimase per quattro stagioni, prima di retrocedere ancora e disputare competizioni locali. Nel 1969 ci fu il ritorno al calcio nazionale in Niederrhein Amateurliga (III). Dopo tre stagioni lo Speldorf però retrocesse ancora. Da quel momento al 2005 lo Speldorf riuscì a tornare solo per una stagione in Nordrhein Amateuroberliga (III) nel 1983-84. Nel 2005 arrivò la promozione in Nordrhein Oberliga (IV)

## Palmarès
- Berzikklasse Niederrhein (II) campione: 1934, 1935
- Landesliga Neiderrhein (III) campione: 1956, 1969
- Verbandsliga Niederrhein (VI) campione: 2009
- Vice-campione tedesco dilettanti: 1956

## Rosa
| N. |                     | Ruolo | Calciatore           |
| -- | ------------------- | ----- | -------------------- |
| 1  | Germania (bandiera) | P     | Oliver Berger        |
| 12 | Germania (bandiera) | P     | Thorben Gunkel       |
| 23 | Germania (bandiera) | P     | Marcel Grothe        |
| 2  | Germania (bandiera) | D     | Jaroslav Stankiewicz |
| 4  | Germania (bandiera) | D     | Christian Flöth      |
| 7  | Germania (bandiera) | D     | Rafael Synowiec      |
| 16 | Germania (bandiera) | D     | Kevin Corvers        |
| 17 | Germania (bandiera) | D     | Kamil Kuzniarz       |
| 6  | Germania (bandiera) | C     | Dennis Hupperts      |
| 5  | Germania (bandiera) | C     | Taher Elidrissi      |
| 8  | Tunisia (bandiera)  | C     | Hasan Ramadani       |
| 11 | Germania (bandiera) | C     | Marius Lippa         |

| N. |                                 | Ruolo | Calciatore          |
| -- | ------------------------------- | ----- | ------------------- |
| 13 | Germania (bandiera)             | C     | Jens Klusmeyer      |
| 14 | Tunisia (bandiera)              | C     | Tansu Tokmak        |
| 19 | Grecia (bandiera)               | C     | Apostolos Sakalakis |
| 20 | Algeria (bandiera)              | C     | Kadir Mutluer       |
| 21 | Germania (bandiera)             | C     | Alexander Scheelen  |
| 27 | Germania (bandiera)             | C     | Christoph Zilgens   |
| 22 | Germania (bandiera)             | C     | Christian Hinz      |
| 9  | Germania (bandiera)             | A     | Thomas Pütters      |
| 10 | Turchia (bandiera)              | A     | Oktay Güney         |
| 18 | Bosnia ed Erzegovina (bandiera) | A     | Senad Beric         |
| 55 | Tunisia (bandiera)              | A     | Birkan Yilmaz       |

## Stadio
Fino al 2008-09 lo Speldorf disputava le sue partite casalinghe allo Stadion am Weg, che può contenere mille persone.
A partire dalla stagione 2008-09 la città di Muelheim an der Ruhr e il VfB Speldorf hanno scelto di utilizzare il Ruhr Stadion. Questo stadio può contenere 6000 persone e negli anni '70 era utilizzato dal 1. FC Mülheim in Zweite Bundesliga, mentre recentemente era stato utilizzato solo dal Galatasaray Mülheim, che milita in Landesliga.
Il numero medio di spettatori dello Speldorf in Oberliga è 1000.